# Gare de Saint-Rome-de-Cernon
La gare de Saint-Rome-de-Cernon est une gare ferroviaire française de la ligne de Béziers à Neussargues, située sur le territoire de la commune de Saint-Rome-de-Cernon, dans le département de l'Aveyron, en région Occitanie. 
Elle est mise en service en 1874 par la Compagnie des chemins de fer du Midi et du Canal latéral à la Garonne. 
C'est une gare de la Société nationale des chemins de fer français (SNCF), desservie par des trains Intercités et des trains TER Occitanie.

## Situation ferroviaire
Établie à 404 mètres d'altitude, la gare de Saint-Rome-de-Cernon est située au point kilométrique (PK) 531,724 de la ligne de Béziers à Neussargues, entre les gares de Tournemire - Roquefort et de Saint-Georges-de-Luzençon.

## Histoire
La Compagnie des chemins de fer du Midi et du Canal latéral à la Garonne met en service, le 18 octobre 1874, la gare avec l'ouverture de la section du Bousquet-d'Orb à Millau. 
En 2010, elle est la seule gare avec guichet, ouverte entre Bédarieux et Millau, elle est desservie par six trains en semaine et huit le week-end,

## Fréquentation
De 2015 à 2023, selon les estimations de la SNCF, la fréquentation annuelle de la gare s'élève aux nombres indiqués dans le tableau ci-dessous.
| Année               | 2015  | 2016  | 2017  | 2018  | 2019  | 2020 | 2021  | 2022  | 2023  |
| ------------------- | ----- | ----- | ----- | ----- | ----- | ---- | ----- | ----- | ----- |
| Nombre de voyageurs | 2 808 | 1 974 | 2 114 | 1 755 | 1 656 | 943  | 1 346 | 3 345 | 5 390 |

## Service des voyageurs

### Accueil
Gare SNCF, elle dispose d'un bâtiment voyageurs, avec guichet, ouvert du lundi au vendredi et fermé les samedis, dimanches et jours fériés.

### Desserte
Saint-Rome-de-Cernon est desservie :
- par des trains Intercités (Aubrac) qui circulent entre Béziers et Clermont-Ferrand,
- par des trains TER Occitanie[6] qui effectuent des missions entre les gares de Béziers et de Saint-Chély-d'Apcher ou de Millau.

### Intermodalité
Un parking pour les véhicules est aménagé.